# Asymplecta circumflua
Asymplecta circumflua är en fjärilsart som beskrevs av Edward Meyrick 1921. Asymplecta circumflua ingår i släktet Asymplecta och familjen äkta malar. Inga underarter finns listade i Catalogue of Life.